# 七仙人

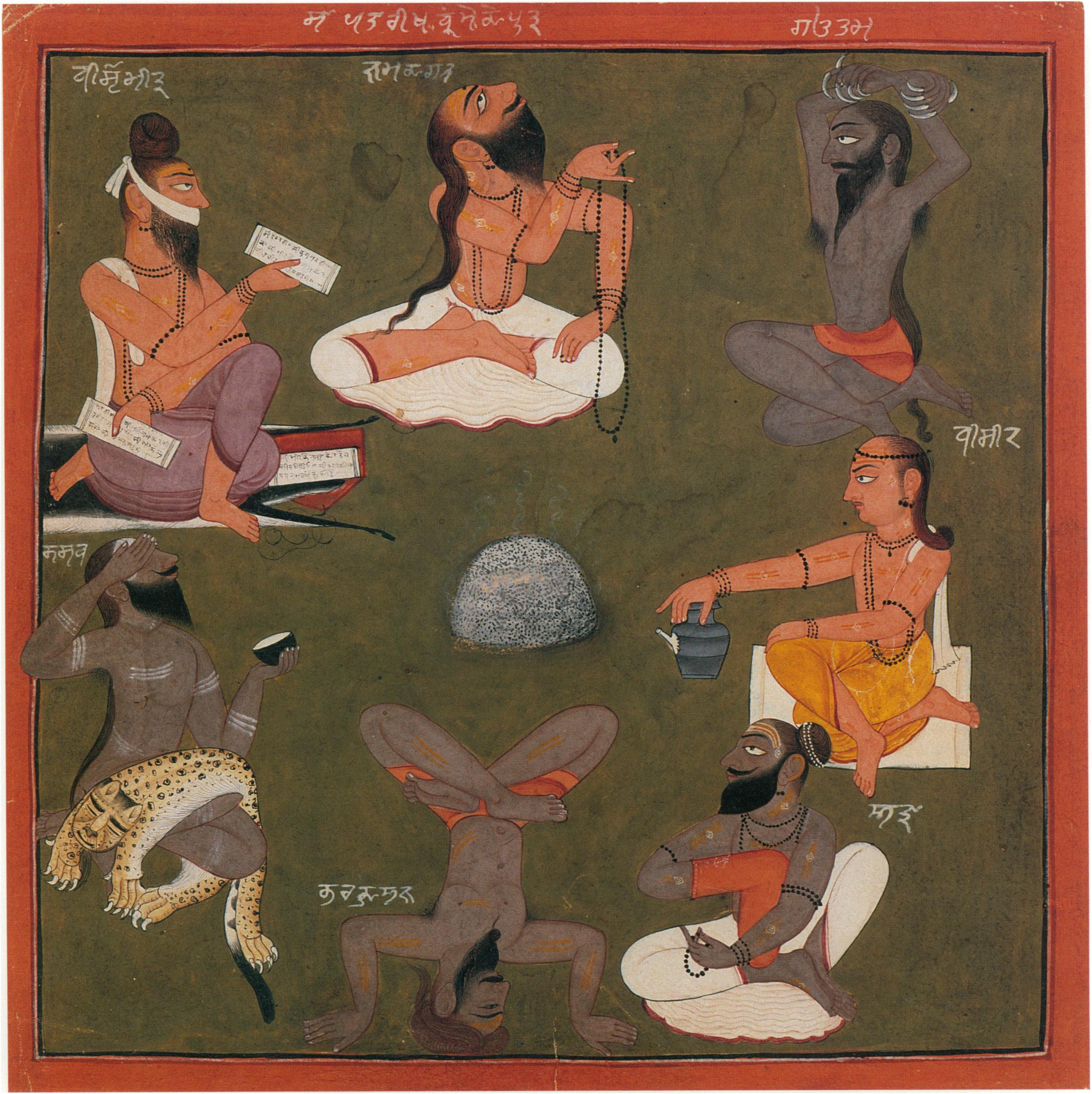
七仙人

七仙人（天城体：सप्तर्षि，IAST：saptarṣi）印度神话中的一组著名仙人。在印度天文学与占星术中，七仙人代表大熊星座的七颗亮星（即北斗七星）。

## 简介
古老的梨俱吠陀颂歌中就已经提到“七仙人”这个词（如著名的造一切者歌）。但是梨俱吠陀从未具体指出过七仙人是哪七人。现存最早的七仙人名单之一来自广林奥义书，该书列举的七仙人为：
- 乔答摩
- 持力仙人（婆罗堕遮）
- 众友仙人
- 食火仙人
- 极裕仙人
- 迦叶波
- 阿低利

百道梵书（广林奥义书实为此书的一部分）还提到七仙人的配偶们也组成一个集团，称为基栗底柯（kṛttikā）；几乎所有研究者都认为，她们代表的是昴星团（七姊妹）。
吠陀时代的其它文献提供了不同的七仙人名单。比如，有时将投山仙人也列入其中。在后吠陀时代发展出一种理论，即14个摩奴期中的每一期都有不同的七仙人。摩诃婆罗多列举第一摩奴期的七仙人为：
- 摩利支
- 阿低利
- 鸯耆罗
- 补罗诃
- 迦罗都
- 补罗私底耶
- 极裕仙人

更晚近的往世书常常不厌其烦地列举出所有摩奴期的七仙人名字。然而除了第一摩奴期和第七摩奴期（即现在的摩奴期）的七仙人名单基本一致外（就是重复了上面两份名单），其他摩奴期的七仙人组合五花八门。毗湿奴往世书在第一摩奴期的七仙人后再加上婆利古与达刹，合称为九大梵仙；如果再加上那罗陀，那就正好凑成了梵天的10个心生子，即生主。
一些学者认为，七仙人的概念可能来自对古代雅利安人祭司们的回忆。他们与摩奴一样，是最早向因陀罗等大神献祭的祭祀者。

## 资料来源
- 《世界神话辞典》，辽宁人民出版社，ISBN 7-205-00960-X
- 《Encyclopaedia Indica：India，Pakistan，Bangladesh》，卷100，S. S. Shashi